# Sericopelma silvicola
Sericopelma silvicola é uma espécie de aranha pertencente à família Theraphosidae (tarântulas).